# 和平電廠

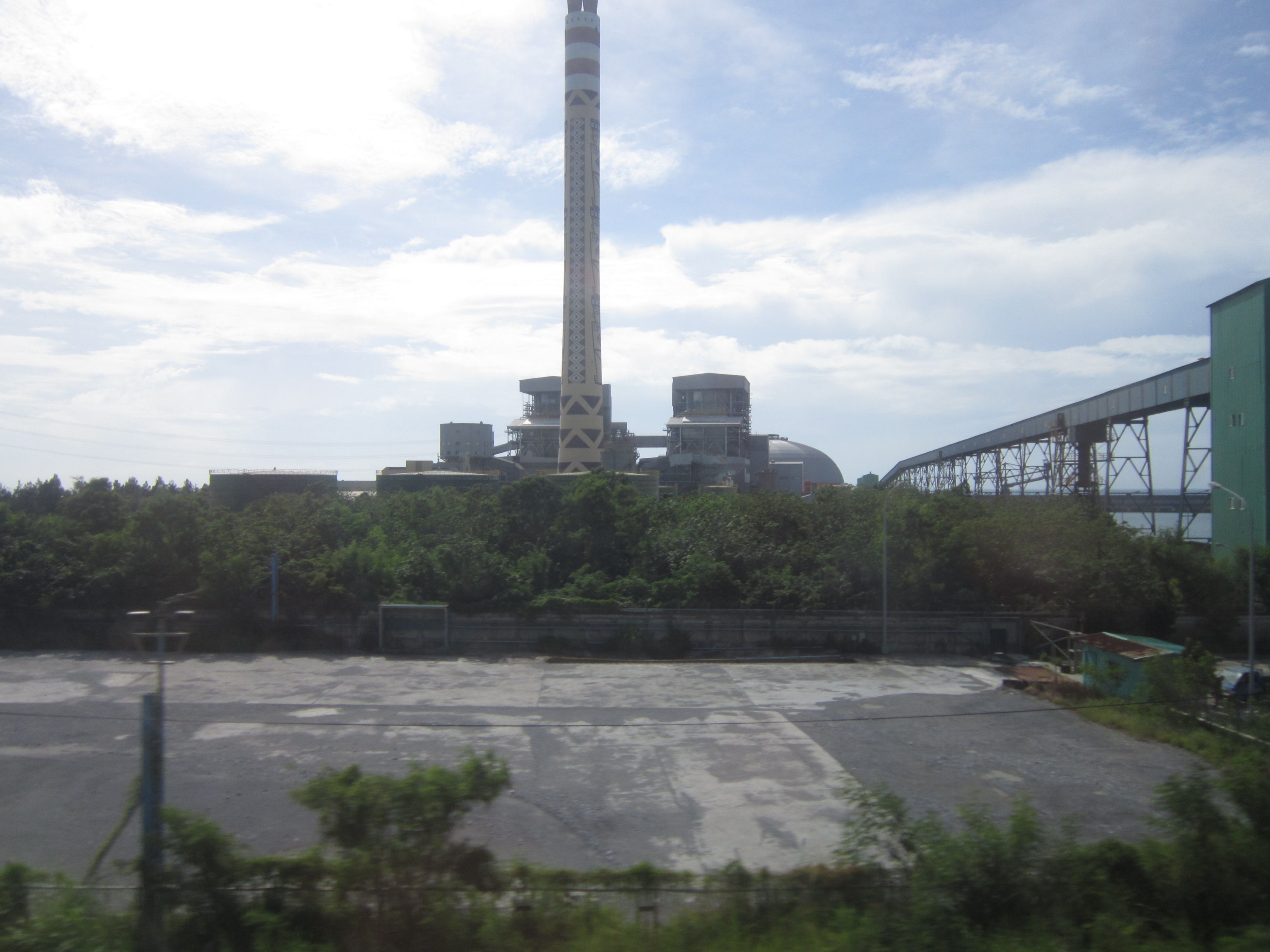
位於花蓮和平水泥工業區內的和平火力發電廠

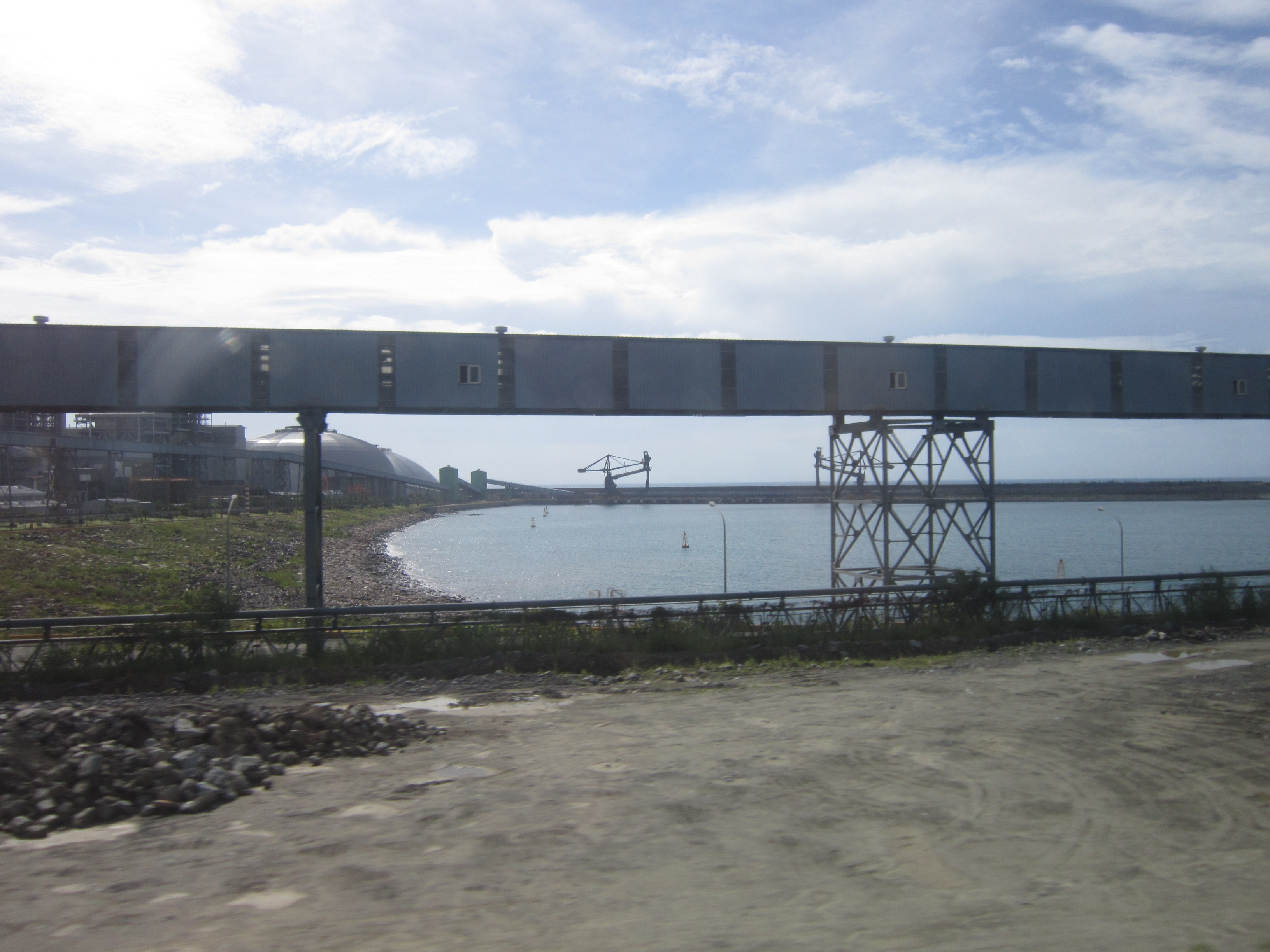
花蓮和平水泥工業區專用港及一旁的生產線輸送架

和平電廠，是中華民國的一座民營火力發電廠，位於花蓮縣秀林鄉和平村，即位於和平溪出海口的和平工業區與和平工業區專用港旁，鄰近台灣水泥公司和平水泥專業區，係由台灣水泥公司及香港中電國際有限公司合資於1995年成立的「和平電力股份有限公司」經營管理，1999年开始興建，2002年完工啟用商轉。廠址佔地面積27公頃，全廠裝置容量132萬千瓦，是台灣東部目前發電量最大的電廠。2000年與台灣電力公司簽售電合約，期限25年。2012年和平電力公司的獲利約在新台幣32至35億元之間。

## 設施
和平電廠安裝有兩部裝置容量為66萬千瓦的燃煤機組，總裝置容量為132萬瓩，生產的電力經由長53公里的345kV輸電線路、123座輸電鐵塔送至隸屬台電公司之冬山超高壓變電所，以併入台電公司電力系統網路，提供台灣北部用電需求。生產的電力全部兜售予台灣電力公司，併入台電供電系統調度。

## 股权
成立之初台灣水泥持有和平電力股份有限公司60%股份，其余的40%由中电全资附属公司中电东南亚持有。2006年3月，香港中电控股有限公司和日本三菱商事株式会社成立各占一半股权的合营公司OneEnergy Limited，以扩展东南亚及台湾业务，并计划分别将区内资产注入新公司。2007年3月9日，中电与三菱及OneEnergy订立买卖协议，台湾和平项目作价5亿美元注入OneEnergy公司，中电东南亚成为OneEnergy的全资附属公司。2009年，三菱商事株式会社成立总部设在香港的全资子公司Diamond Generating Asia Limited，并将其持有的One Energy Limited股份交给该子公司。One Energy Limited后改组为OneEnergy Taiwan Ltd.。

## 事故
- 2017年7月30日：颱風吹倒花蓮和平電廠72號345KV超高壓電塔，導致電力無法外送，臺北都會區面臨限電危機[8][9]。

## 爭議
- 2014年8月8日，宜蘭縣政府環境保護局新聞稿指出和平電廠所在之和平工業區專用港，在港區清淤底泥發現有砷、銅、鋅及鎳高於底泥品質指標重金屬之下限值，並要求降低排放水溫度，以保護海洋環境。[10]

- 2014年8月11日，蘇澳漁民認為和平電廠破壞生態、影響漁獲，近千人出動21輛遊覽車、56艘漁船，由海陸兩面包圍和平電廠抗議[11]。

- 2015年5月6日，和平港停止使用港口清淤底泥，改使用港口主航道底泥覆蓋海底珊瑚礁養灘，並增設環境檢測站後，獲得環評會通過持續施工。[12]

- 2017年，根據環保署統計之台灣境內的PM2.5十大固定汙染源，和平電廠名列全台第七。[13]

## 鄰近設施與景點
- 和平車站
- 和平工業區
- 太魯閣國家公園
- 和平工業區專用港
- 台灣水泥和平廠
- 台泥DAKA園區

## 外部連結
- 和平電力公司（页面存档备份，存于） （繁體中文）